# Les Fruits de l'automne
Les Fruits de l'automne – ou Paysanne portant des fruits – est un tableau réalisé vers 1630 par le peintre Nicolas Tournier. Cette huile sur toile est le portrait en clair-obscur d'une femme portant du raisin, des pommes, des poires et des figues dans le pan de son tablier, tout en regardant le spectateur. Cette œuvre est conservée à la Fondation Bemberg, à Toulouse, en France, depuis son acquisition en 2014 auprès d'une collection américaine. Elle est considérée comme un pendant des Fruits de l'été, acquise l'année suivante.